# Verfassung des Königreichs Tonga
Die Verfassung des Königreichs Tonga vom 4. November 1875 wurde von König George Tupou I. von Tonga nach britischem Vorbild erlassen. Sie ist mit mehreren Änderungen bis heute die Verfassung des Königreichs Tonga.

## Geschichte
Taufaʻahau, unter dem Namen George Tupou I. der spätere Gründer des Königreichs Tonga, übernahm 1820 von seinem Vater die Herrschaft (Tuʻi Haʻapai) über die tonganische Inselgruppe Haʻapai. In der Schlacht von Velata, auf der Insel Lifuka, besiegte er 1826 den Tuʻi Tonga Fatafehi Laufilitonga. 1831 nahm er den christlichen Glauben an. Im Jahr 1833 gelang es ihm, auch die Herrschaft (Tuʻi Vavaʻu) über die tonganische Insel Vavaʻu von seinem Schwiegervater zu übernehmen. Mit Hilfe des Missionars Shirley Baker formulierte er 1839 grundlegende Gesetze nach westlichem Vorbild für Vavaʻu und Haʻapai.
Taufaʻahau erbte 1845 den Titel des 19. Tuʻi Kanokupolu und wurde damit noch vor dem Tuʻi Tonga mächtigster Mann Tongas. Daraufhin gründete er noch im selben Jahr das Königreich Tonga und wurde als König George Tupou I. ausgerufen. Widerstände der übrigen tonganischen Führer führten zu einer Neuformulierung der Gesetze im Jahr 1850, so dass eine beratende Versammlung – fakataha – geschaffen wurde, in der die traditionellen Führer den König beraten sollten. Im Jahr 1862 gab es dann eine weitere Änderung der Gesetze: im Edict of Emancipation wurden die gewöhnlichen Tonganer aus der Abhängigkeit von den traditionellen tonganischen Führern befreit. Als am 9. Dezember 1865 der Tuʻi Tonga ohne Erbe starb, gab es keinen ebenbürtigen Rivalen um die Macht mehr und so wurde die tonganische Verfassung am 16. September 1875 von König George Tupou I. nach britischem Vorbild erlassen und trat am 4. November 1875 in Kraft. Als Hauptautor der Verfassung gilt der Missionar und spätere Premierminister Tongas Shirley Baker.  Das Königreich hatte selbst niemals den Status einer Kolonie, es bestand zwischen 1900 und 1970 lediglich ein Protektionsvertrag mit dem Vereinigten Königreich. Somit konnte das Königreich Tonga seine Verfassung in der Folgezeit frei gestalten.
Das Königreich Tonga war bis 2010 eine rein konstitutionelle Erbmonarchie, die dem König aber in der Praxis fast absolute Macht gab. Die Ankündigung des damaligen Königs George Tupou V. im Juli 2008, seine absolute Machtstellung zugunsten von Parlament und Exekutive aufgeben zu wollen, wurde mit den Wahlen des Jahres 2010 umgesetzt. Seitdem ist Tonga eine konstitutionelle Erbmonarchie und zugleich als eine parlamentarische Demokratie einzustufen.

## Inhalt der Verfassung
Die Verfassung ist in drei Teile gegliedert. Teil eins ist eine Erklärung der Rechte des tonganischen Volkes, die  'Declaration of Rights'. Teil zwei befasst sich mit der Regierungsform. Teil drei enthält Gesetze für Landbesitz, Nachfolge und Verkauf.

### 'Declaration of Rights'
Die 'Declaration of Rights' sieht grundlegende Menschenrechte der Menschen in Tonga vor. Es etablierte zunächst Tonga als freie Nation. Es verbietet die Sklaverei, außer als eine Form der Bestrafung für ein großes Verbrechen, und etabliert Tonga als Zufluchtsort für diejenigen, die der Sklaverei in einer fremden Nation entkommen sind. Es legt das gleiche Recht für alle Bürger von Tonga fest, ungeachtet ihrer Klasse oder ethnischen Zugehörigkeit. Die Verfassung garantiert auch die Freiheit des Gottesdienstes, der Presse, der Rede, der Petition und der Versammlung. Sie legt am Sonntag einen Sabbat fest, an dem keine gewerblichen oder beruflichen oder gewerblichen Unternehmungen ausgeübt werden dürfen. Es wendet die Habeas-Corpus-Akte auf sein Volk an und sieht Grundrechte von Angeklagten vor, beispielsweise den Schutz vor doppelter Verurteilung. Als 'Gegenleistung' für den Schutz von Leben, Freiheit und Eigentum wird eine nationale Steuer eingeführt.

### Regierung
Das Königreich Tonga ist eine konstitutionelle Erbmonarchie. Der Artikel 34 (später 31) sah ursprünglich als Regierungsform für Tonga eine 'verfassungs(mäßige) Regierung' unter dem Monarchen des Inselstaates aus dem Haus Tupou vor, was in der Praxis das Königreich Tonga als absolute Monarchie erscheinen ließ. Die Regierungsgeschäfte werden nach diversen Änderungen der Verfassung heute vom Premierminister geführt, der von der gesetzgebenden Versammlung gewählt und vom König ernannt wird. Die gesetzgebende Versammlung besteht aus 26 Mitgliedern, von denen 17 auf der Grundlage eines allgemeinen Erwachsenenwahlrechts gewählt und weitere 9 von den 33 Erbadligen des Landes bestimmt werden. Frauen erhielten 1960 das Wahlrecht.

### Landbesitz
Das gesamte Land ist im Prinzip Eigentum des Königs. Einzelpersonen können individuelle Eigentumsrechte auf Parzellen haben, es ist kein Verkauf an Ausländer möglich. Sofern verteilte Grundstücke beim Landministerium registriert werden, gehören sie faktisch der jeweiligen Familie und können an den ältesten Sohn weitervererbt werden. Jüngere Söhne und Frauen haben keinen Anspruch auf eigene Landstücke. Eine Ausnahme stellen namentlich Witwen dar, welchen ein lebenslanges Nutzungsrecht auf den Grund und Boden ihres verstorbenen Gatten gewährt wird.